# 見果てぬ夢
「見果てぬ夢」（みはてぬゆめ、英語: The impossible dream (Quest)）は、ミュージカル『ラ・マンチャの男』のナンバー。ミュージカル『ラ・マンチャの男』のナンバーで、ジョー・ダリオンとミッチ・レイによる作品の中でも人気の高い楽曲である。1965年の初演の舞台ではリチャード・カイリーがドン・キホーテを演じ、この曲を歌ったが、数多くのカバー・バージョンが録音された。最も注目されたのジャック・ジョーンズ盤で、1966年に全米チャート35位、イージー・リスニング・チャートでは第1位を記録し、彼の代表作になった。

## ジャック・ジョーンズ盤
ジャック・ジョーンズはこの曲を録音することに疑問をいだいており、もっと若い歌手が歌うべきとも考えたとも語っていて、自分の歌唱に必ずしも満足したわけではなかった。しかしこの曲の最大のヒット・レコードとなり、アルバムも全米9位を記録し、64週もランクインした。イージー・リスニング・チャートでは1位を記録した。なお、一部歌詞を変えて録音している。

## カバー
1968年には、ロジャー・ウィリアムズ盤が全米55位、イージー・リスニング・チャートで5位を記録し、ヘジテイションズ盤が全米42位を記録した。
その他、数多くのカバー・レコードが発売されている。
- エド・エームス（1966年）
- ジョニー・マティス（1966年）
- フランク・シナトラ（1966年）
- ロバート・グーレ（1967年）
- グレン・キャンベル（1968年）
- アンディ・ウィリアムス（1968年）
- レターメン（1969年）
- トム・ジョーンズ（1970年）
- エルヴィス・プレスリー（1972年）
- 尾崎紀世彦（1975年/訳詞:岩谷時子、1979年/英語詞）